# Tine Baun
Tine Baun, tidligere Tine Rasmussen (født 21. juli 1979 i Hørsholm), er en dansk badmintonspiller, der som sine bedste resultater har tre sejre i BWF Super Series i 2007 og 2008.

## Sportskarriere
Hun var med ved sommer-OL 2004 i Athen og sommer-OL 2008 i Beijing. Hun har ligget på top-10 på verdensranglisten i en længere periode, kulminerende med førstepladsen pr. 6. november 2008. Hun stoppede karrieren på topplan med sejr i All England i 2013, men spiller fortsat lidt mindre forpligtende i Danmarksturneringen for hold, hvor hun på klubplan repræsenterer Lillerød Badminton som spillende træner.
Tine Bauns største sejre blev All England-mesterskabet i marts 2008, hvor hun vandt en tæt finale over kineseren Lu Lan 21-11, 18-21, 22-20. Allerede i anden runde slog hun verdensmesteren Zhu Lin med de sikre cifre 21-14, 21-15. Hun blev dermed den ottende danske vinder af turneringen (den fjerde inden for de seneste 30 år). Hun genvandt titlen i 2010 og 2013.
Tine Baun stod i mange år i skyggen af Camilla Martin, og da denne stoppede sin karriere, så det i første omgang ikke ud, som om Tine Baun for alvor kunne tage Martins plads i verdenseliten. Den første rigtig store sejr kom, da hun vandt Japan Open i 2007 ved blandt andre, at besejre verdensranglistens nr. 1 Zhang Ning (Kina) og den dobbelte verdensmester Xie Xingfang (Kina). Denne fremgang blev cementeret, da hun 9. marts 2008 vandt den prestigefulde All England-turnering. Tine Baun vandt efterfølgende flere Super Serie-turneringer.
Det franske firma Babolat indgik fra 2009 og 4 år frem et sponsorat med Tine Baun, som omhandlede ketcher og tøj . FTZ var i samme periode hovedsponsor for Tine Baun.

## Resultatliste
Alle de følgende resultater er i single. Listen er ikke udtømmende.
- Danmarksmesterskabet (DM) 2004 – sejr
- DM 2005 – sejr
- DM 2006 – sejr
- DM 2007 – sejr
- Japan Open 2007 – sejr
- DM 2008, 2009, 2010, 2011, 2012, 2013 – sejr
- Malaysia Open 2008 – sejr
- All England 2008, 2010 og 2013 – sejr
- Malaysia Open 2009 – sejr
- Korea Open 2009 – sejr